# Gran Premi de Rússia del 2020
El Gran Premi de Rússia del 2020 (oficialment anomenat Formula 1 VTB Russian Grand Prix 2020) va ser la desena prova de la temporada 2020 de Fórmula 1. Va tenir lloc al Sochi Autodrom, a Sotxi, Rússia, del 25 al 27 de setembre del 2020.

## Resultats

### Qualificació
| Pos.                     | No. | Pilot              | Constructor               | Temps    | Temps    | Temps    | Graella |
| Pos.                     | No. | Pilot              | Constructor               | Q1       | Q2       | Q3       | Graella |
| ------------------------ | --- | ------------------ | ------------------------- | -------- | -------- | -------- | ------- |
| 1                        | 44  | Lewis Hamilton     | Mercedes                  | 1:32.983 | 1:32.835 | 1:31.304 | 1       |
| 2                        | 33  | Max Verstappen     | Red Bull Racing-Honda     | 1:33.630 | 1:33.157 | 1:31.867 | 2       |
| 3                        | 77  | Valtteri Bottas    | Mercedes                  | 1:32.656 | 1:32.405 | 1:31.956 | 3       |
| 4                        | 11  | Sergio Pérez       | Racing Point-BWT Mercedes | 1:33.704 | 1:33.038 | 1:32.317 | 4       |
| 5                        | 3   | Daniel Ricciardo   | Renault                   | 1:33.650 | 1:32.218 | 1:32.364 | 5       |
| 6                        | 55  | Carlos Sainz       | McLaren-Renault           | 1:33.967 | 1:32.757 | 1:32.550 | 6       |
| 7                        | 31  | Esteban Ocon       | Renault                   | 1:33.557 | 1:33.196 | 1:32.624 | 7       |
| 8                        | 4   | Lando Norris       | McLaren-Renault           | 1:33.804 | 1:33.081 | 1:32.847 | 8       |
| 9                        | 10  | Pierre Gasly       | AlphaTauri-Honda          | 1:33.734 | 1:33.139 | 1:33.000 | 9       |
| 10                       | 23  | Alexander Albon    | Red Bull Racing-Honda     | 1:33.919 | 1:33.153 | 1:33.008 | 151     |
| 11                       | 16  | Charles Leclerc    | Ferrari                   | 1:34.071 | 1:33.239 | N/A      | 10      |
| 12                       | 26  | Daniil Kvyat       | AlphaTauri-Honda          | 1:33.511 | 1:33.249 | N/A      | 11      |
| 13                       | 18  | Lance Stroll       | Racing Point-BWT Mercedes | 1:33.852 | 1:33.364 | N/A      | 12      |
| 14                       | 63  | George Russell     | Williams-Mercedes         | 1:34.020 | 1:33.583 | N/A      | 13      |
| 15                       | 5   | Sebastian Vettel   | Ferrari                   | 1:34.134 | 1:33.609 | N/A      | 14      |
| 16                       | 8   | Romain Grosjean    | Haas-Ferrari              | 1:34.592 | N/A      | N/A      | 16      |
| 17                       | 99  | Antonio Giovinazzi | Alfa Romeo Racing-Ferrari | 1:34.594 | N/A      | N/A      | 17      |
| 18                       | 20  | Kevin Magnussen    | Haas-Ferrari              | 1:34.681 | N/A      | N/A      | 18      |
| 19                       | 6   | Nicholas Latifi    | Williams-Mercedes         | 1:35.066 | N/A      | N/A      | 201     |
| 20                       | 7   | Kimi Räikkönen     | Alfa Romeo Racing-Ferrari | 1:35.267 | N/A      | N/A      | 19      |
| Temps del 107%: 1:39.141 |     |                    |                           |          |          |          |         |
| Font:                    |     |                    |                           |          |          |          |         |

- ^1  – Alexander Albon i Nicholas Latifi van rebre una penalització de cinc llocs a la graella per un canvi de caixa de canvis no programat.

### Cursa
| Pos.                                                           | No. | Pilot              | Constructor               | Voltes | Temps       | Graella | Punts |
| -------------------------------------------------------------- | --- | ------------------ | ------------------------- | ------ | ----------- | ------- | ----- |
| 1                                                              | 77  | Valtteri Bottas    | Mercedes                  | 53     | 1:34:00.364 | 3       | 261   |
| 2                                                              | 33  | Max Verstappen     | Red Bull Racing-Honda     | 53     | +7.729      | 2       | 18    |
| 3                                                              | 44  | Lewis Hamilton     | Mercedes                  | 53     | +22.729     | 1       | 15    |
| 4                                                              | 11  | Sergio Pérez       | Racing Point-BWT Mercedes | 53     | +30.558     | 4       | 12    |
| 5                                                              | 3   | Daniel Ricciardo   | Renault                   | 53     | +52.0652    | 5       | 10    |
| 6                                                              | 16  | Charles Leclerc    | Ferrari                   | 53     | +1:02.186   | 10      | 8     |
| 7                                                              | 31  | Esteban Ocon       | Renault                   | 53     | +1:08.006   | 7       | 6     |
| 8                                                              | 26  | Daniil Kvyat       | AlphaTauri-Honda          | 53     | +1:08.740   | 11      | 4     |
| 9                                                              | 10  | Pierre Gasly       | AlphaTauri-Honda          | 53     | +1:29.766   | 9       | 2     |
| 10                                                             | 23  | Alexander Albon    | Red Bull Racing-Honda     | 53     | +1:37.8602  | 15      | 1     |
| 11                                                             | 99  | Antonio Giovinazzi | Alfa Romeo Racing-Ferrari | 52     | +1 volta    | 17      |       |
| 12                                                             | 20  | Kevin Magnussen    | Haas-Ferrari              | 52     | +1 volta    | 18      |       |
| 13                                                             | 5   | Sebastian Vettel   | Ferrari                   | 52     | +1 volta    | 14      |       |
| 14                                                             | 7   | Kimi Räikkönen     | Alfa Romeo Racing-Ferrari | 52     | +1 volta    | 19      |       |
| 15                                                             | 4   | Lando Norris       | McLaren-Renault           | 52     | +1 volta    | 8       |       |
| 16                                                             | 6   | Nicholas Latifi    | Williams-Mercedes         | 52     | +1 volta    | 20      |       |
| 17                                                             | 8   | Romain Grosjean    | Haas-Ferrari              | 52     | +1 volta    | 16      |       |
| 18                                                             | 63  | George Russell     | Williams-Mercedes         | 52     | +1 volta    | 13      |       |
| –                                                              | 55  | Carlos Sainz       | McLaren-Renault           | 0      | –           | 6       |       |
| –                                                              | 18  | Lance Stroll       | Racing Point-BWT Mercedes | 0      | –           | 12      |       |
| Volta ràpida: Valtteri Bottas (Mercedes) – 1:37.030 (volta 51) |     |                    |                           |        |             |         |       |
| Font:                                                          |     |                    |                           |        |             |         |       |

Notes
- ^1  – Inclou un punt per la volta ràpida.
- ^2  – Daniel Ricciardo i Alexander Albon van rebre una penalització de cinc segons per no haver seguit les instruccions del director de cursa a la corba 2.

## Classificació del campionat després de la cursa
| Pos.  | Pilot           | Punts |
| ----- | --------------- | ----- |
| 1     | Lewis Hamilton  | 205   |
| 2     | Valtteri Bottas | 161   |
| 3     | Max Verstappen  | 128   |
| 4     | Lando Norris    | 65    |
| 5     | Alexander Albon | 64    |
| Font: |                 |       |

| Pos.  | Constructor               | Punts |
| ----- | ------------------------- | ----- |
| 1     | Mercedes                  | 366   |
| 2     | Red Bull Racing-Honda     | 192   |
| 3     | McLaren-Renault           | 106   |
| 4     | Racing Point-BWT Mercedes | 104   |
| 5     | Renault                   | 99    |
| Font: |                           |       |

- Nota: Només s'inclouen les cinc primeres posicions en les dues classificacions.